# Cerkiew św. Anny w Królowym Moście
 Cerkiew św. Anny – prawosławna cerkiew parafialna w Królowym Moście. Należy do dekanatu Gródek diecezji białostocko-gdańskiej Polskiego Autokefalicznego Kościoła Prawosławnego.

## Opis
Cerkiew wzniesiono w 1. połowie XX w. na potrzeby erygowanej w 1900 parafii prawosławnej. Budowę rozpoczęto w 1913, całkowicie zakończono przed 1939. Konsekracji dokonał 26 maja 1942 biskup Benedykt (Bobkowski).
Świątynia została zbudowana na planie krzyża greckiego, z kamienia i cegły licówki, w stylu eklektycznym. We wnętrzu znajduje się ikonostas pochodzący z cerkwi w Grodnie. Polichromie świątyni wykonał Włodzimierz Wasilewicz w 1939.
W 2001 r. przeprowadzono gruntowny remont wnętrza cerkwi (m.in. wykonano prace malarskie, wymieniono posadzkę i instalację elektryczną), a w 2014 r. odremontowano elewacje.
Cerkiew wpisano do rejestru zabytków 5 listopada 1987 pod nr A-381.

## Galeria

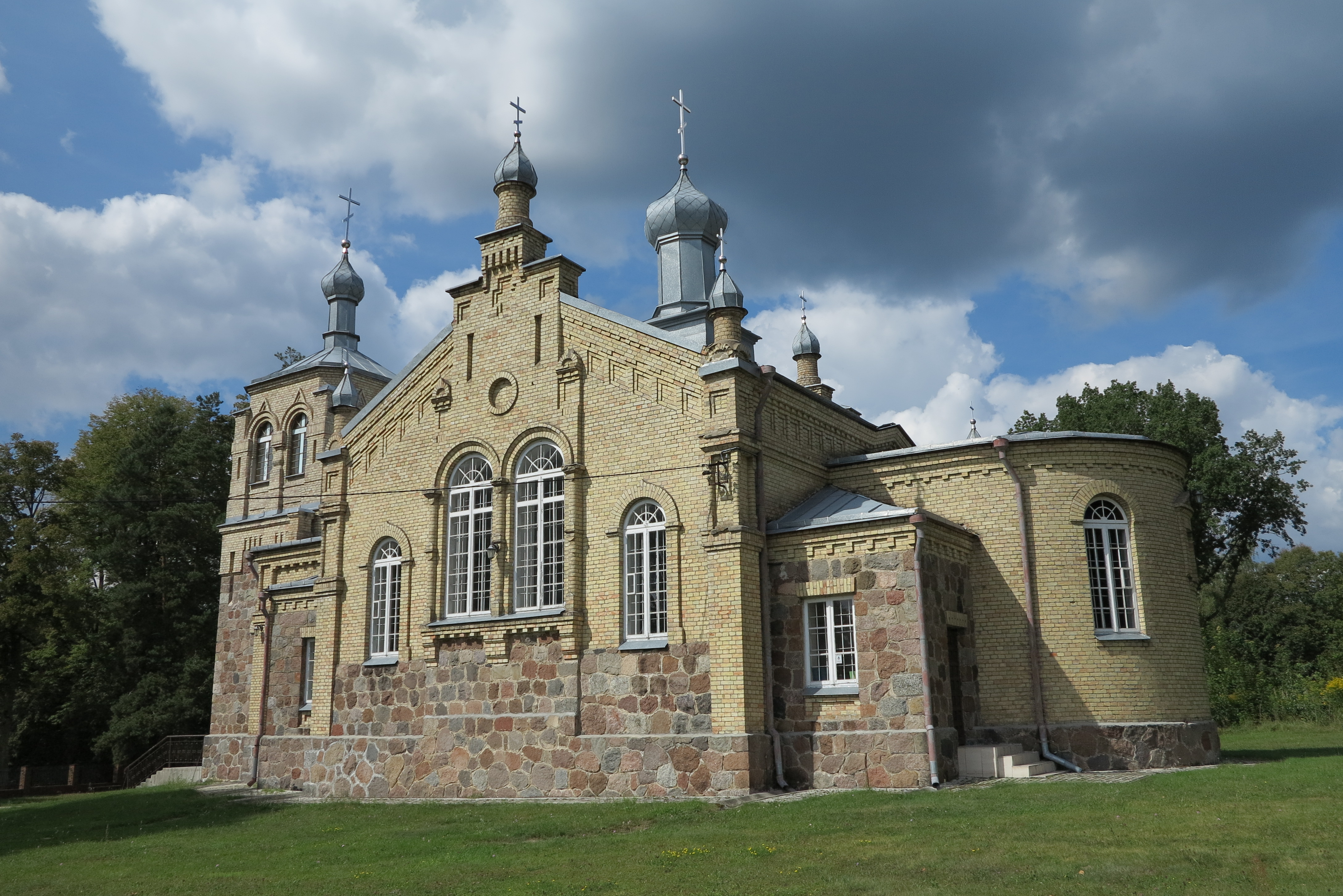
Widok od strony południowej
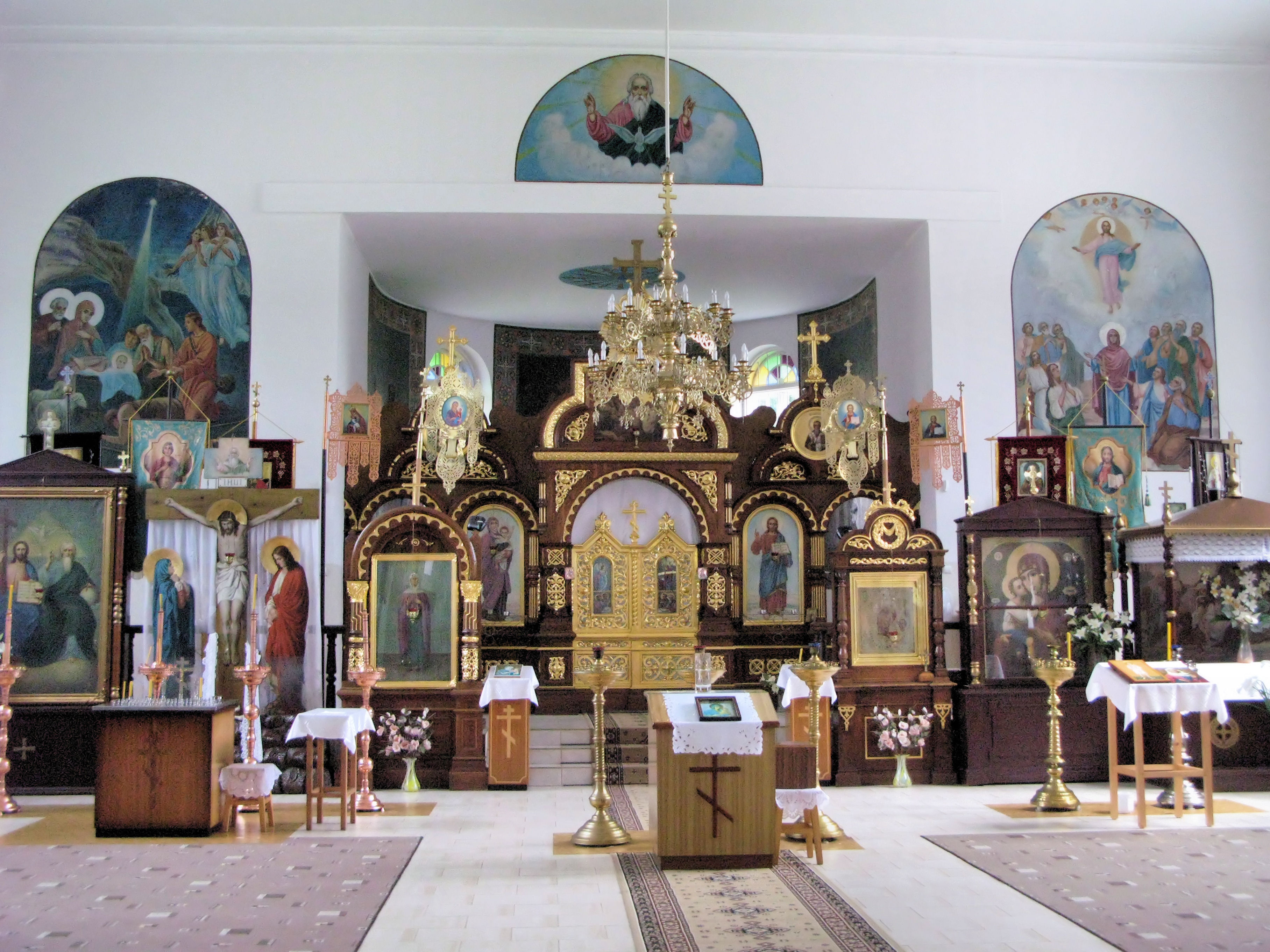
Wnętrze cerkwi